# بوب غالاغير (معلق رياضي)
بوب غالاغير (بالإنجليزية: Bob Gallagher)‏ هو معلق رياضي أمريكي، ولد في 1928، وتوفي في 3 يوليو 1977.